# Tadeusz Olgierd Kozakiewicz
Tadeusz Olgierd Kozakiewicz (ur. 28 sierpnia?/9 września 1891 w Kłotopolu, zm. w wiosną 1940 w Charkowie) – major artylerii Wojska Polskiego, kawaler Virtuti Militari, ofiara zbrodni katyńskiej.

## Życiorys
Urodził się w Kłotopolu, w Rosji, w rodzinie Władysława i Marii z Tarnowskich. Od 1912 służył w armii rosyjskiej. W 1917 jako porucznik wstąpił do I Korpusu Polskiego w Rosji.
Po odzyskaniu niepodległości w 1918 wstąpił do Wojska Polskiego. Został przydzielony do 9 pułku artylerii polowej. W 1919 ukończył kurs w Ośrodku Szkolenia Artylerii w Rembertowie. W wojnie polsko-bolszewickiej walczył w szeregach 9 pap jako dowódca 2. baterii. 9 września 1920 został zatwierdzony z dniem 1 kwietnia 1920 w stopniu kapitana, w artylerii, w grupie oficerów byłych Korpusów Wschodnich i byłej armii rosyjskiej. Pełnił wówczas służbę w Dowództwie Okręgu Generalnego Lublin.
W 1921 ukończył kurs w Centrum Wyszkolenia Artylerii. 3 maja 1922 został zweryfikowany w stopniu kapitana ze starszeństwem z 1 czerwca 1919 i 51. lokatą w korpusie oficerów artylerii. W 1923 pełnił obowiązki dowódcy I dywizjonu 9 pułku artylerii polowej w Białej Podlaskiej. 1 grudnia 1924 został mianowany na stopień majora ze starszeństwem z 15 sierpnia 1924 i 14. lokatą w korpusie oficerów artylerii. Po awansie został zatwierdzony na stanowisku dowódcy tego pododdziału. Następnie został przydzielony do 19 pułku artylerii polowej w Nowej Wilejce. W listopadzie 1927 został przeniesiony z 9 pap do 12 dywizjonu artylerii konnej w Ostrołęce na stanowisko kwatermistrza. W grudniu 1929 został przeniesiony na stanowisko rejonowego inspektora koni w Jarosławiu. Z dniem 1 września 1930 został przeniesiony na stanowisko rejonowego inspektora koni w Białej Podlaskiej. Służbę na tym stanowisku pełnił do 1939.
W czasie kampanii wrześniowej 1939 – po agresji ZSRR na Polskę – w nieznanych okolicznościach wzięty do niewoli sowieckiej i przewieziony do obozu w Starobielsku. Wiosną 1940 został zamordowany przez funkcjonariuszy NKWD w Charkowie i pogrzebany potajemnie w bezimiennej mogile zbiorowej w Piatichatkach, gdzie od 17 czerwca 2000 mieści się oficjalnie Cmentarz Ofiar Totalitaryzmu w Charkowie. Figuruje na Liście Starobielskiej NKWD, pod poz. 1838.
5 października 2007 minister obrony narodowej Aleksander Szczygło mianował go pośmiertnie na stopień podpułkownika. Awans został ogłoszony 9 listopada 2007 w Warszawie, w trakcie uroczystości „Katyń Pamiętamy – Uczcijmy Pamięć Bohaterów”.

## Ordery i odznaczenia
- Krzyż Srebrny Orderu Wojskowego Virtuti Militari nr 5744
- Krzyż Walecznych[21]
- Złoty Krzyż Zasługi (25 maja 1939)[22][21]
- Medal Pamiątkowy za Wojnę 1918–1921
- Medal Dziesięciolecia Odzyskanej Niepodległości